# Begonia xanthina
Espèce
Synonymes
- Begonia lazulii Linden[1]
- Begonia marmorata Van Houtte ex Planch.[1]
- Begonia poecila K.Koch[1]
- Begonia xanthina var. lazuli Hook.[1]
- Platycentrum xanthinum (Hook.) Klotzsch[1]

Begonia xanthina est une espèce de plantes de la famille des Begoniaceae. Ce bégonia est originaire d'Inde. L'espèce fait partie de la section Platycentrum. Elle a été décrite en 1852 par William Jackson Hooker (1785-1865). L'épithète spécifique xanthina signifie « jaune ».

## Description

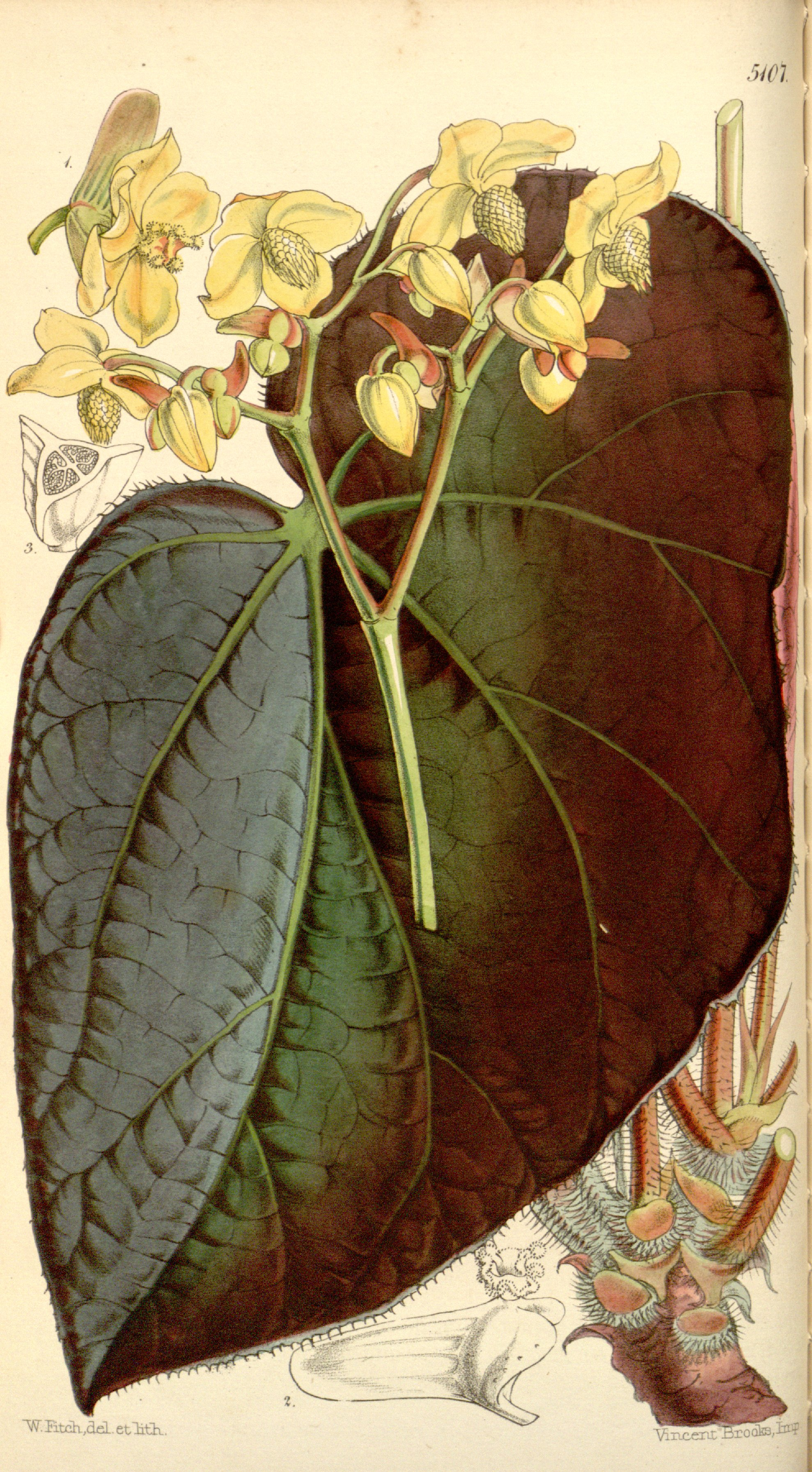
Begonia xanthina var. lazuli, planche botanique de 1859
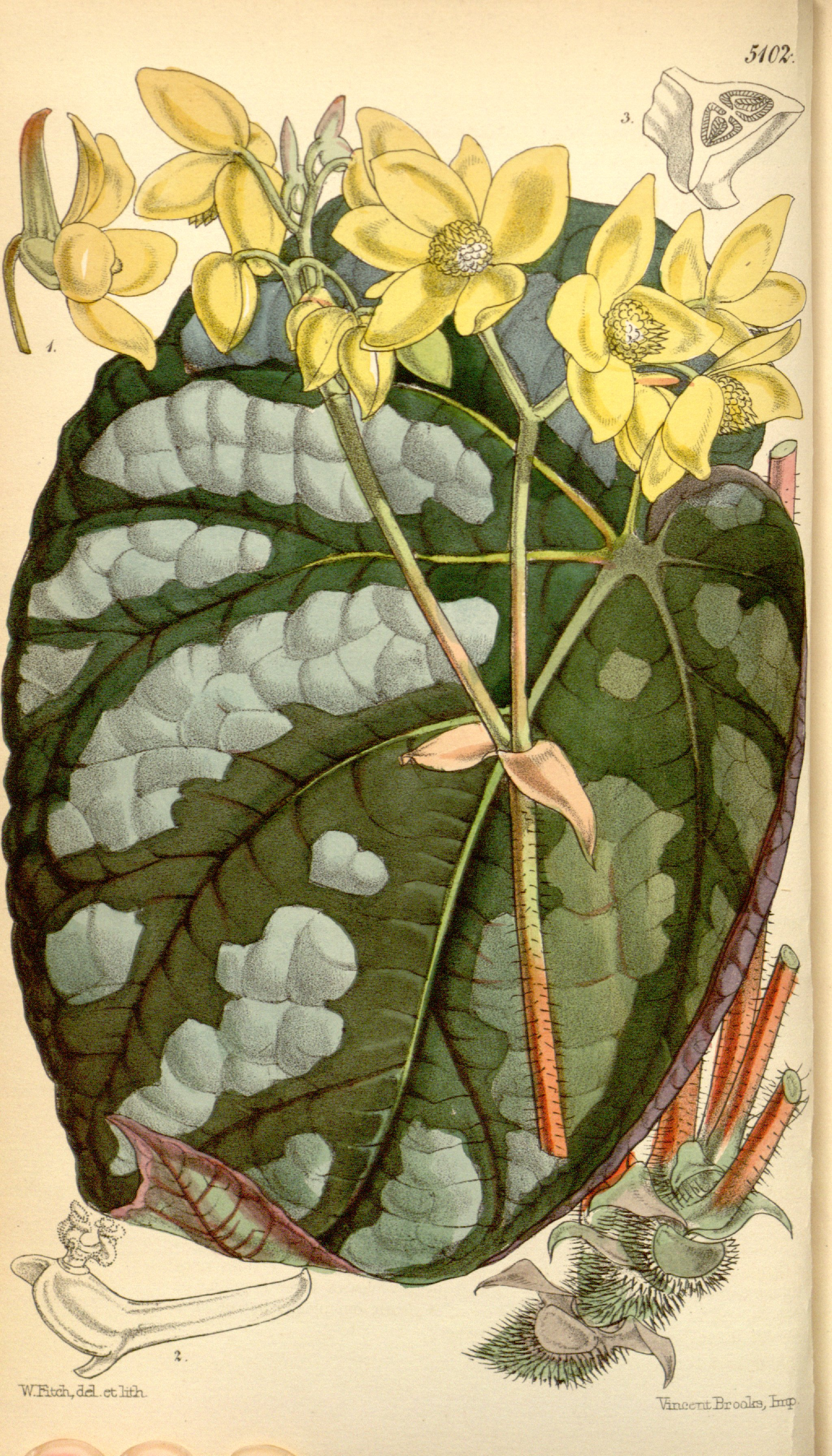
Begonia xanthina var. pictifolia, planche botanique de 1859

## Répartition géographique
Cette espèce est originaire du pays suivant : Inde.

## Liste des variétés
Selon Tropicos (23 février 2017) (Attention liste brute contenant possiblement des synonymes) :
- variété Begonia xanthina var. lazuli Hook.
- variété Begonia xanthina var. pictifolia Hook.